# Liste der ehemals markgräflichen Liegenschaften in Basel
Die Liste der ehemals markgräflichen Liegenschaften in Basel zeigt auf, welche Liegenschaften die Markgrafen von Hachberg-Sausenberg und Baden-Durlach in der Stadt Basel hatten.

## Übersicht über die ehemals markgräflichen Liegenschaften in Basel
| Name                      | Zugang           | Anmerkungen, Alternativnamen, Adressen                                                                                         | Abgang             | Bild |
| ------------------------- | ---------------- | --- | ------------------ | ---- |
| Haus ze Strasburg         | 1376 Kauf        | Spiegelgasse (heute Augustinergasse 19); auch Augustinerhof                                                                    | 1522 verkauft      |      |
| Haus ze Arberg            | 1379 Kauf        | Spiegelgasse (heute Augustinergasse 17); Kleiner Markgräflerhof                                                                | 1522 verkauft      |      |
| Haus zum Tor              | 1405 Übertragung | Eisengasse | 1420 Lehensvergabe |      |
| Haus zum vorderen Torberg | 1405 Übertragung | Eisengasse | 1420 Lehensvergabe |      |
| Haus zum hinteren Torberg | 1405 Übertragung | Eisengasse | 1420 Lehensvergabe |      |
| Häuser zum Steg           | 1405 Übertragung | Am Fischmarkt; drei Häuser | 1420 Lehensvergabe |      |
| Fuchsberg                 | 1405 Übertragung | Freie Strasse | 1420 Lehensvergabe |      |
| Haus zum Meyen            | 1405 Übertragung | Freie Strasse | ungeklärt          |      |
| Hagenbachscher Hof        | 1639 Kauf        | am Rheinsprung; (Rheinsprung 24 und Martinsgasse 9–15); auch Alter Markgräflerhof                                              | 1686 verkauft      |      |
| Burgvogtei                | 1686 Kauf        | in Kleinbasel, Wettinger Hof, Rebgasse, Volkshaus                                                                              | 1798 verkauft      |      |
| Bärenfelser-Hof           | 1648 Kauf        | Neue Vorstadt; heute Hebelstrasse                                                                                              | 1698 abgebrannt    |      |
| Eptinger-Hof              | 1648 Kauf        | Neue Vorstadt; heute Hebelstrasse                                                                                              | 1698 abgebrannt    |      |
| Brandtmüllerhof           | 1692 Kauf        | Neue Vorstadt; heute Hebelstrasse                                                                                              | 1698 abgebrochen   |      |
| Markgräflerhof            | 1698–1705 Neubau | auf dem Areal von Bärenfelser-Hof, Eptinger-Hof und Brandtmüllerhof, Hebelstrasse 10                                           | 1808 verkauft      |      |
| Holsteinerhof             | 1696 Kauf        | Haus zur Pfalz, Hebelstrasse 32; Tausch gegen Ortmännische Häuser                                                              | 1736 Tausch        |      |
| Haus Hummel-Faesch        | 1707 Kauf        | Vorstadt | 1808 verkauft      |      |
| Thellussonischer Garten   | 1735 Kauf        | Vorstadt; Haus an der Lottergasse, Garten mit Orangerie verwendet zur Anlage des Hofgartens                                    | 1808 verkauft      |      |
| Melkerisches Gut          | 1736 Kauf        | von der Lottergasse bis zur Neuen Vorstadt; Vorder-, Mittel- und Hinterhaus, Garten verwendet zur Anlage des Hofgartens        | 1808 verkauft      |      |
| Ortmännische Häuser       | 1736 Tausch      | Neue Vorstadt; zwei Häuser; Tausch gegen Holsteiner Hof                                                                        | 1808 verkauft      |      |
| Burckhardtische Scheune   | 1736 Kauf        | Vorstadt; Verwendung für Erweiterung des Markgräflerhofs 1736–1739 um einen Flügel (Archiv- und Prinzenbau); 1808 mit verkauft | 1736 Abbruch       |      |

Neben diesen nachgewiesen ehemals in markgräflichem Besitz gewesenen Liegenschaften deutet der Name der Häuser St.Alban-Vorstadt 5 und 7, Zum Sausenberg und zum Sausewind, allenfalls auf eine weitere Liegenschaft der Markgrafen von Hachberg-Sausenberg hin.

## Kleiner Markgräflerhof
1376 kaufte Markgraf Rudolf III. von Hachberg-Sausenberg in der Basler Spiegelgasse (heute Augustinergasse) das Haus ze Strasburg (Augustinerhof) und 1379 von Werner und Adelberg von Bärenfels das daneben liegende Haus ze Arberg (Kleiner Markgräflerhof). Die Häuser blieben bis zum Ende des Hauses Hachberg-Sausenberg in dessen Besitz und gingen dann an den badischen Markgrafen Christoph über. Dessen Sohn, Markgraf Ernst, verkaufte das Anwesen 1522 an die Artistenfakultät der Universität Basel.
1998 kaufte Rainer Bartels die Liegenschaft und seit 2005 gehört sie zur Bartels Foundation. „Es werden bis zu 4 Ateliers kostenlos zur Förderung zeitgenössischer Kunst durch Vergabe von Stipendien an Künstler zur Verfügung gestellt.“

## Zweiter Markgräflerhof
1639 erwarb mit Friedrich V. wieder ein badischer Markgraf ein Haus in Basel, den Hagenbachschen Hof am Rheinsprung (Rheinsprung 24 und Martinsgasse 9–15) der bis 1686 in markgräflichem Besitz blieb und auch der Alte Markgräflerhof genannt wurde.

## Burgvogtei – Volkshaus
1686 kauften die Markgrafen in der Kleinbasler Rebgasse den ehemaligen Hof des Klosters Wettingen, das Haus Burgvogtei. Nachdem 1678 durch die Zerstörung der Burg Rötteln die dort untergebrachten markgräflichen Ämter eine sichere Bleibe benötigten, wurden das Oberamt und die Burgvogtei mit der Hofküferei bis 1697 hier untergebracht.
Das Gebäude blieb bis 1798 in markgräflichem Besitz.